# Esqui estilo livre nos Jogos Olímpicos de Inverno de 2010 - Moguls feminino

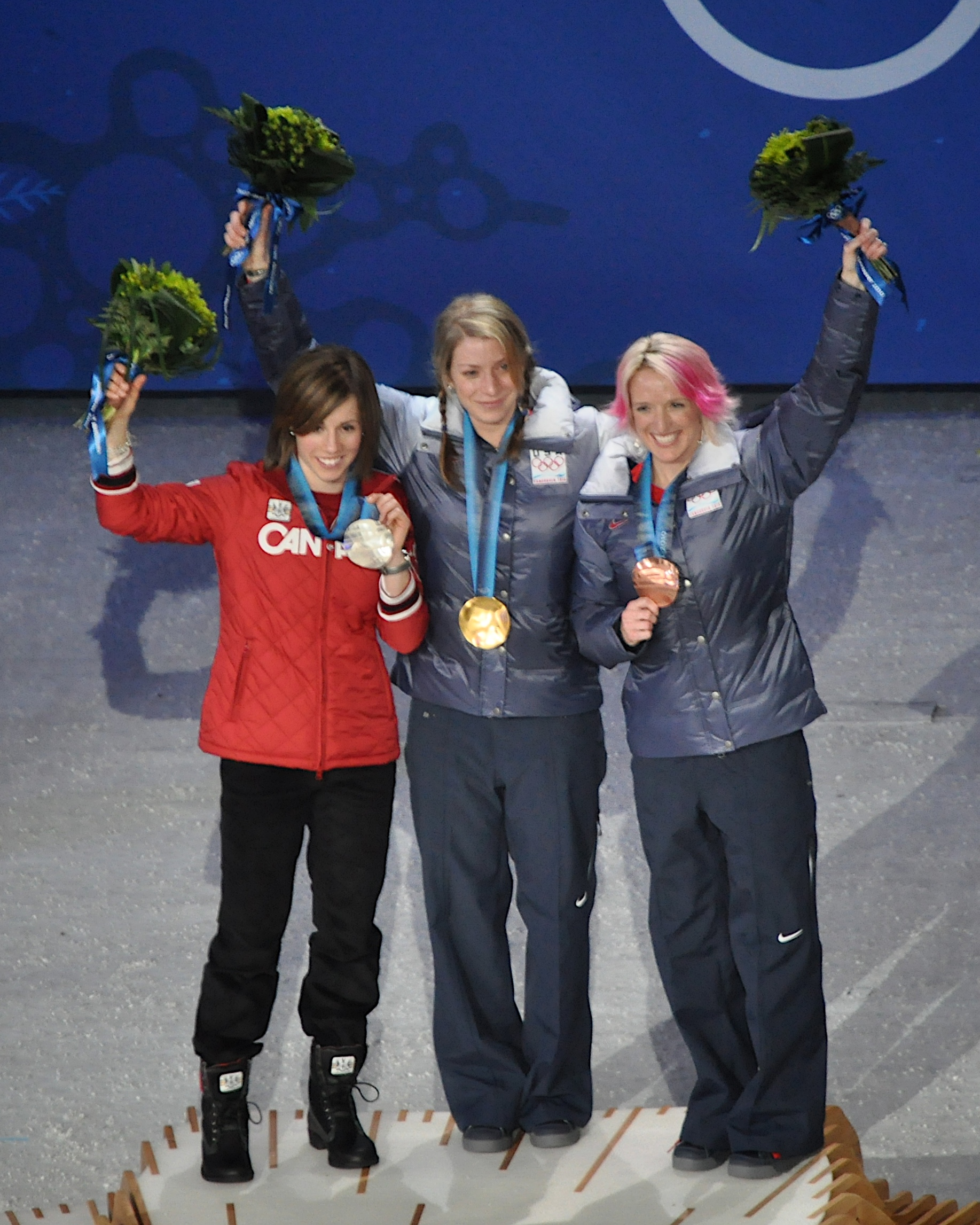
As três medalhistas durante a cerimônia de premiação

As competições de moguls feminino do esqui estilo livre nos Jogos Olímpicos de Inverno de 2010 foram disputadas na Montanha Cypress, em West Vancouver, em 13 de fevereiro de 2010.

## Medalhistas
| Ouro   | USA Hannah Kearney |
| Prata  | CAN Jennifer Heil  |
| Bronze | USA Shannon Bahrke |

## Resultados

### Qualificatória
| Pos. | Nº | Atleta                    | Tempo | Pontuação | Pontuação | Pontuação | Total | Notas |
| Pos. | Nº | Atleta                    | Tempo | Giros     | Aéreo     | Tempo     | Total | Notas |
| ---- | -- | ------------------------- | ----- | --------- | --------- | --------- | ----- | ----- |
| 1    | 3  | USA Hannah Kearney        | 27.97 | 14.0      | 4.98      | 6.98      | 25.96 | Q     |
| 2    | 1  | CAN Jennifer Heil         | 28.69 | 13.7      | 5.10      | 6.70      | 25.50 | Q     |
| 3    | 2  | USA Heather McPhie        | 28.82 | 13.4      | 4.98      | 6.65      | 25.03 | Q     |
| 4    | 5  | CAN Kristi Richards       | 29.11 | 13.0      | 5.10      | 6.53      | 24.63 | Q     |
| 5    | 6  | JPN Aiko Uemura           | 29.11 | 12.8      | 4.98      | 6.53      | 24.31 | Q     |
| 6    | 4  | USA Shannon Bahrke        | 29.74 | 13.3      | 4.68      | 6.29      | 24.27 | Q     |
| 7    | 8  | USA Michelle Roark        | 29.64 | 12.8      | 4.85      | 6.33      | 23.98 | Q     |
| 8    | 7  | AUT Margarita Marbler     | 29.93 | 13.0      | 4.56      | 6.21      | 23.77 | Q     |
| 9    | 11 | CAN Chloe Dufour-Lapointe | 30.02 | 12.2      | 5.36      | 6.18      | 23.74 | Q     |
| 10   | 13 | RUS Ekaterina Stolyarova  | 31.04 | 11.9      | 5.34      | 5.77      | 23.01 | Q     |
| 11   | 27 | JPN Arisa Murata          | 30.81 | 12.2      | 4.92      | 5.87      | 22.99 | Q     |
| 12   | 9  | CZE Nikola Sudová         | 31.63 | 12.6      | 4.26      | 5.54      | 22.40 | Q     |
| 13   | 29 | JPN Tae Satoya            | 29.32 | 12.1      | 3.60      | 6.45      | 22.15 | Q     |
| 14   | 14 | ITA Deborah Scanzio       | 32.40 | 12.1      | 4.50      | 5.24      | 21.84 | Q     |
| 15   | 16 | JPN Miki Itō              | 32.06 | 11.7      | 4.74      | 5.37      | 21.81 | Q     |
| 16   | 19 | KAZ Yulia Galysheva       | 29.80 | 11.2      | 4.05      | 6.26      | 21.51 | Q     |
| 17   | 20 | KAZ Darya Rybalova        | 30.94 | 11.3      | 4.20      | 5.81      | 21.31 | Q     |
| 18   | 25 | RUS Daria Serova          | 31.84 | 11.5      | 4.12      | 5.46      | 21.08 | Q     |
| 19   | 22 | RUS Regina Rakhimova      | 32.06 | 11.2      | 4.44      | 5.37      | 21.01 | Q     |
| 20   | 26 | RUS Marina Cherkasova     | 32.19 | 11.1      | 4.50      | 5.32      | 20.92 | Q     |
| 21   | 28 | KOR Seo Jung-Hwa          | 31.44 | 11.3      | 3.96      | 5.62      | 20.88 |       |
| 22   | 23 | KAZ Yuliya Rodionova      | 31.16 | 11.2      | 3.80      | 5.73      | 20.73 |       |
| 23   | 32 | AUS Britteny Cox          | 32.63 | 10.7      | 4.02      | 5.15      | 19.87 |       |
| 24   | 33 | GBR Ellie Koyander        | 31.99 | 9.8       | 3.78      | 5.40      | 18.98 |       |
| 25   | 34 | CZE Sarka Sudova          | 34.04 | 10.3      | 3.66      | 4.59      | 18.55 |       |
| 26   | 31 | SLO Nina Bednarik         | 37.26 | 7.4       | 3.06      | 3.33      | 13.79 |       |
| 27   | 30 | CZE Tereza Vaculíková     | DNF   | 0.3       | 1.20      | 0.00      | 1.50  |       |

### Final
| Pos.              | Nº | Atleta                    | Tempo | Pontuação | Pontuação | Pontuação | Total | Notas |
| Pos.              | Nº | Atleta                    | Tempo | Giros     | Aéreo     | Tempo     | Total | Notas |
| ----------------- | -- | ------------------------- | ----- | --------- | --------- | --------- | ----- | ----- |
| Medalha de ouro   | 3  | USA Hannah Kearney        | 27.86 | 14.2      | 5.40      | 7.03      | 26.63 |       |
| Medalha de prata  | 1  | CAN Jennifer Heil         | 27.91 | 13.7      | 4.98      | 7.01      | 25.69 |       |
| Medalha de bronze | 4  | USA Shannon Bahrke        | 27.90 | 13.5      | 4.92      | 7.01      | 25.43 |       |
| 4                 | 6  | JPN Aiko Uemura           | 28.88 | 12.9      | 5.16      | 6.62      | 24.68 |       |
| 5                 | 11 | CAN Chloe Dufour-Lapointe | 29.87 | 12.7      | 4.93      | 6.24      | 23.87 |       |
| 6                 | 7  | AUT Margarita Marbler     | 29.52 | 13.0      | 4.32      | 6.37      | 23.69 |       |
| 7                 | 13 | RUS Ekaterina Stolyarova  | 30.96 | 12.7      | 5.04      | 5.81      | 23.55 |       |
| 8                 | 27 | JPN Arisa Murata          | 30.05 | 12.5      | 4.56      | 6.16      | 23.22 |       |
| 9                 | 22 | RUS Regina Rakhimova      | 30.77 | 11.9      | 4.92      | 5.88      | 22.70 |       |
| 10                | 14 | ITA Deborah Scanzio       | 30.29 | 11.8      | 4.32      | 6.07      | 22.19 |       |
| 11                | 19 | KAZ Yulia Galysheva       | 29.67 | 11.4      | 4.46      | 6.31      | 22.17 |       |
| 12                | 16 | JPN Miki Itō              | 31.51 | 11.6      | 4.44      | 5.59      | 21.63 |       |
| 13                | 26 | RUS Marina Cherkasova     | 31.21 | 11.3      | 4.08      | 5.71      | 21.09 |       |
| 14                | 20 | KAZ Darya Rybalova        | 30.59 | 10.7      | 4.20      | 5.95      | 20.85 |       |
| 15                | 25 | RUS Daria Serova          | 31.59 | 11.1      | 4.18      | 5.56      | 20.84 |       |
| 16                | 9  | CZE Nikola Sudová         | 31.10 | 10.6      | 3.06      | 5.75      | 19.41 |       |
| 17                | 8  | USA Michelle Roark        | 32.27 | 5.9       | 4.71      | 5.29      | 15.90 |       |
| 18                | 2  | USA Heather McPhie        | 30.92 | 4.8       | 3.90      | 5.82      | 14.52 |       |
| 19                | 29 | JPN Tae Satoya            | 33.69 | 5.6       | 2.52      | 4.73      | 12.85 |       |
| 20                | 5  | CAN Kristi Richards       | DNF   | 1.6       | 2.76      | 0.00      | 4.36  |       |

Legenda
| Recorde mundial      | Recorde mundial (World record)               |                       | Recorde africano                      | Recorde africano (African) |                                           | Q | Classificado por posição (Qualified) |
| Recorde olímpico     | Recorde olímpico (Olympic record)            | Recorde da América    | Recorde da América (Americas)         | q                          | Classificado por melhor tempo (Qualified) |   |                                      |
| Melhor marca do ano  | Melhor marca do ano (World leading)          | Recorde asiático      | Recorde asiático (Asian)              | DNS                        | Não largou (Did not start)                |   |                                      |
| Recorde nacional     | Recorde nacional (National record)           | Recorde europeu       | Recorde europeu (European)            | DNF                        | Não terminou (Did not finish)             |   |                                      |
| Recorde pessoal      | Recorde pessoal do atleta (Personal best)    | Recorde da Oceania    | Recorde da Oceania (Oceania)          | DSQ / DQ                   | Desclassificado (Disqualified)            |   |                                      |
| Recorde da temporada | Recorde da temporada do atleta (Season best) | Recorde sul-americano | Recorde sul-americano (South America) | NM                         | Sem marca (No mark)                       |   |                                      |